# Palma olejná

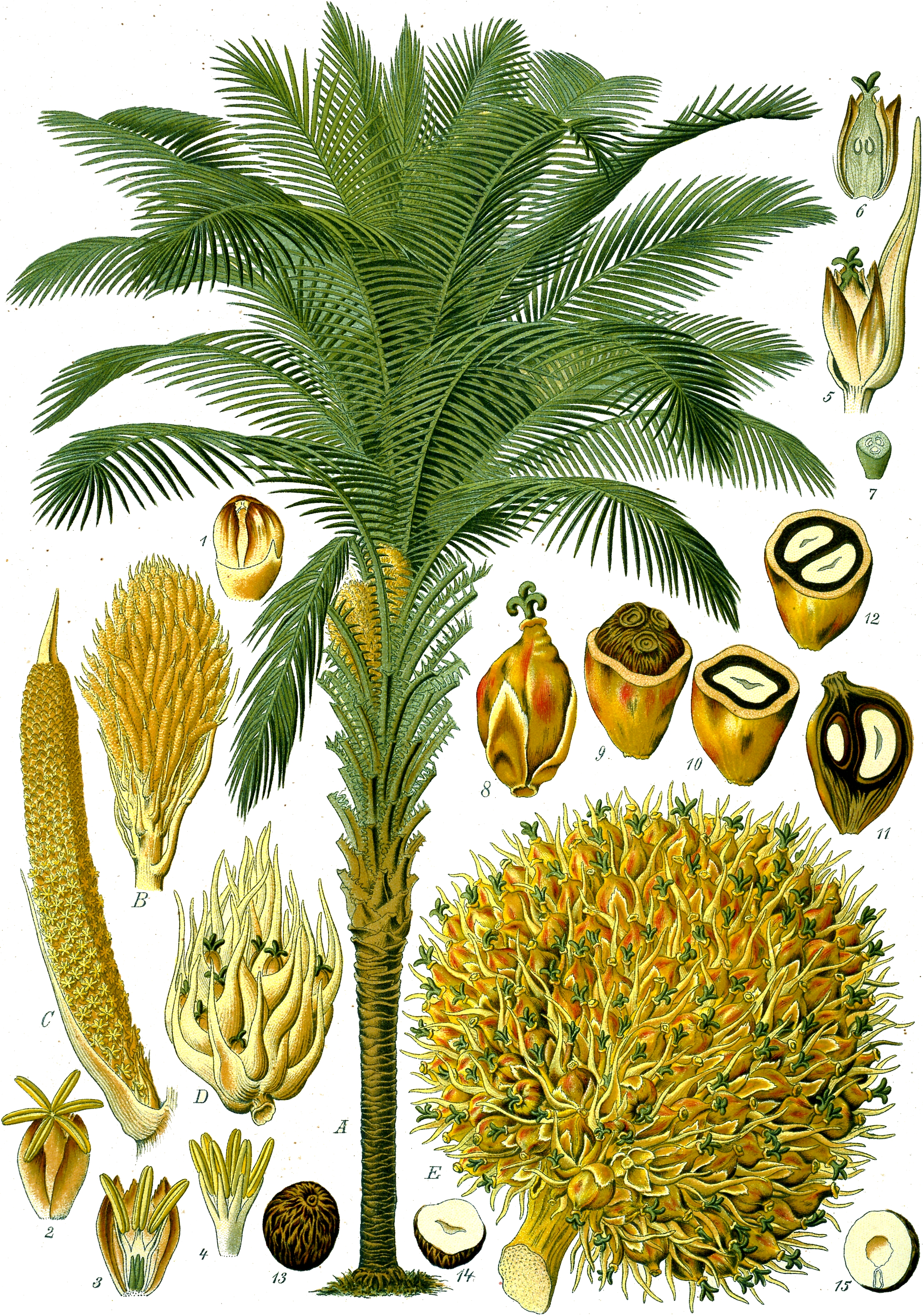
Nákres palmy olejné

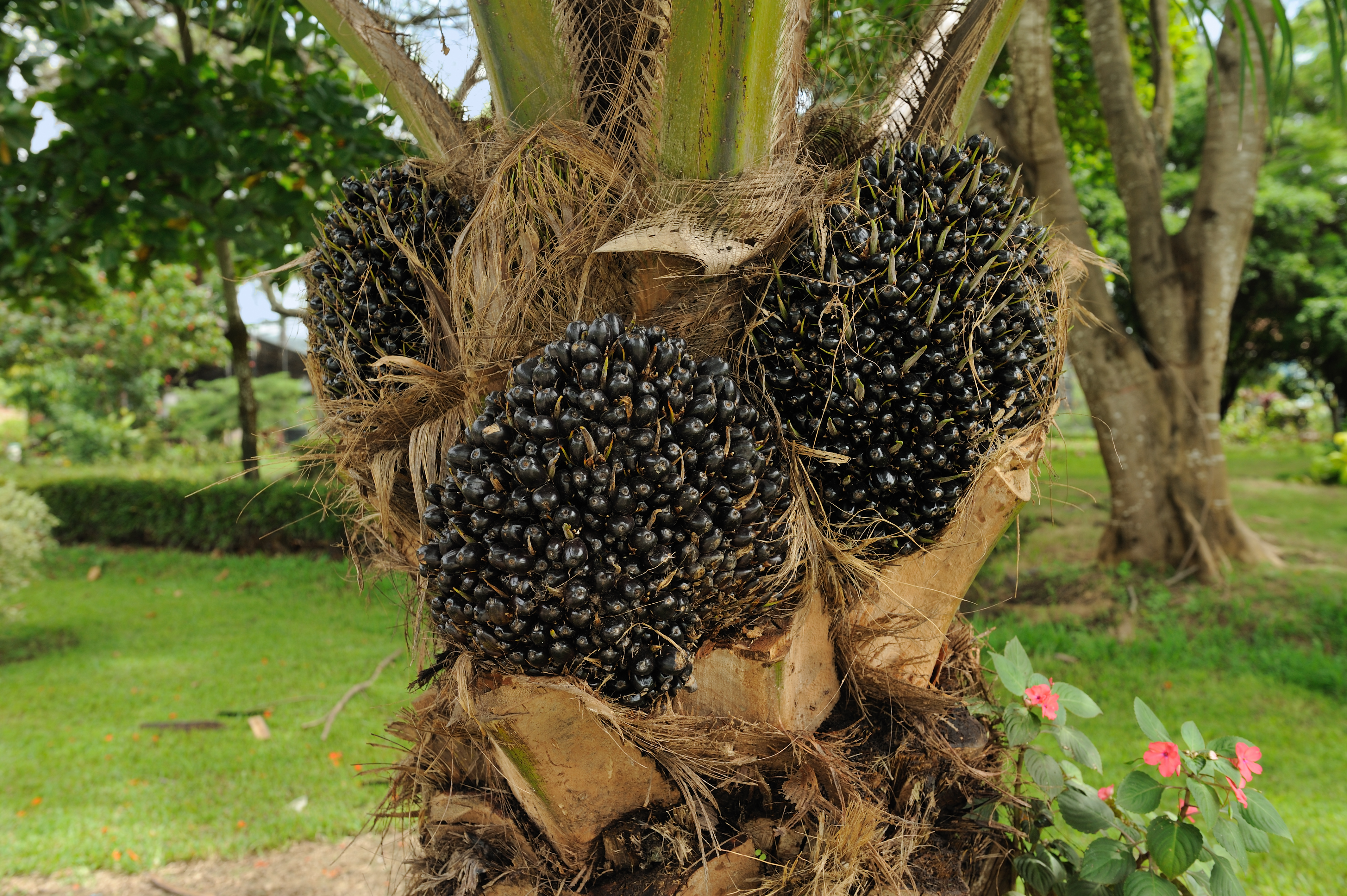
Palma olejná s plody

Palma olejná (Elaeis guineensis), známá také jako olejnice obecná, je tropický strom z čeledi arekovitých. Z oplodí této palmy se získává palmový olej, který je světle žlutý až oranžový a používá se v potravinářství nebo třeba k výrobě biopaliva, kosmetických přípravků a pracích prášků. Z jedné vzrostlé palmy se ročně sklízí 5–10 plodenství. Kromě oleje poskytuje olejná palma sladkou mízu, používanou k výrobě vína, cukru nebo octa. Listy se využívají k výrobě pleteného zboží a dřevo (včetně dřevnatých stonků listů) se používá jako stavební materiál.

## Výskyt
Palma olejná (Elaeis guineensis) je původní v západní Africe, kde se vyskytuje mezi Angolou a Gambií, zatímco americká palma olejná (Elaeis oleifera) pochází z tropické Střední Ameriky a Jižní Ameriky. Africká palma olejná byla vysazena na Sumatře a v Malajsii na začátku 20. století; mnoho největších plantáží palmy olejné je nyní v této oblasti; v Malajsii je dnes palma olejná pěstována na více než 20 tis. čtverečních kilometrech.[zdroj?] Malajsie tvrdí, že v roce 1995, kdy byla největším světovým pěstitelem palmy olejné, produkovala 51 % světové produkce palmového oleje.[zdroj?]

## Využití
Palmový olej je nejlevnější[zdroj?] světový olej a i proto slouží k výrobě biopaliva a je přítomen nebo se dá očekávat ve 43 ze 100 nejprodávanějších značek.[zdroj?] Vedle potravin, jako jsou margaríny, čokolády, čokoládové tyčinky nebo pečivo, obsahují palmový olej také mýdla, kondicionéry a další výrobky kosmetického průmyslu nebo prací prášky. Palmový olej se při tom často na etiketách skrývá pod obecným označením rostlinný olej. Palmový olej a jeho složky jsou výhodnou a atraktivní volbou pro dovozce a potravinové výrobce, zvláště v zemích třetího světa kvůli jejich cenové konkurenceschopnosti, celoroční dostupnosti, dostatečným zásobám a rozmanitosti využití pro potravinářské a nepotravinářské využití.

## Ekologie
Relativní ekologická výhoda získávání obživy ze stromů určitého druhu pěstovaných jednotlivě nebo v malých skupinkách mezi původní vegetací a v okolí lidských sídel spočívá zejména v tom, že půda není narušována každoroční opakovanou orbou, že se lze obejít u některých druhů i s minimem chemizace a v okolí stromů může existovat původní nebo odlišná, ale relativně pestrá flóra a fauna. Je třeba tyto způsoby obživy preferovat. Naopak pěstování palem na plantážích, kdy je mýcena původní vegetace (navíc často technikou vypalování) a palma je pěstovaná jako monokultura, působí značné ekologické škody.
Největší ekologický problém představují plantáže palmy olejné pro Malajsii a Indonésii (Sumatra a asi polovina ostrova Borneo), na jejichž území vzniká zhruba 85 % světové produkce palmového oleje (2009; Independent), ale i v jiných částech Jihovýchodní Asie. Kvůli šíření plantáží jsou likvidovány rozsáhlé plochy tropického pralesa a je tak likvidován životní prostor mnoha rostlinných a živočišných druhů, je např. ohrožena populace orangutanů na Sumatře a Borneu.

## Fotogalerie

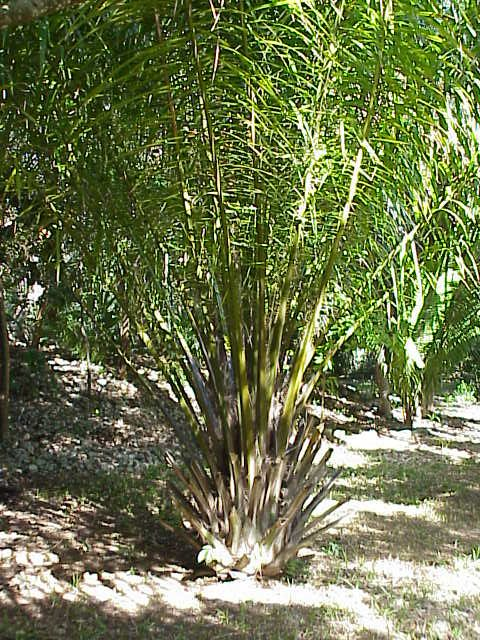
Palma olejná
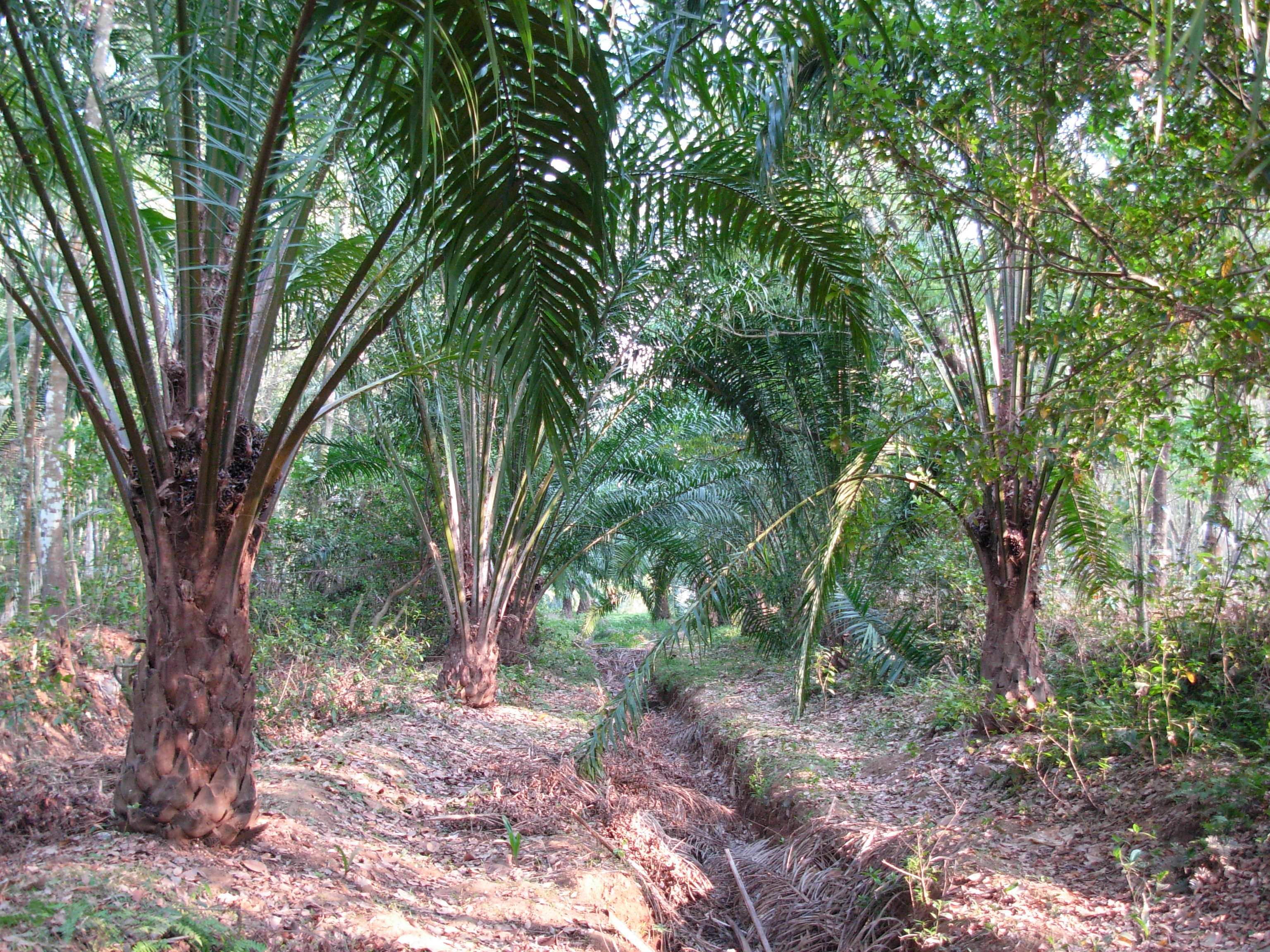
Palma olejná
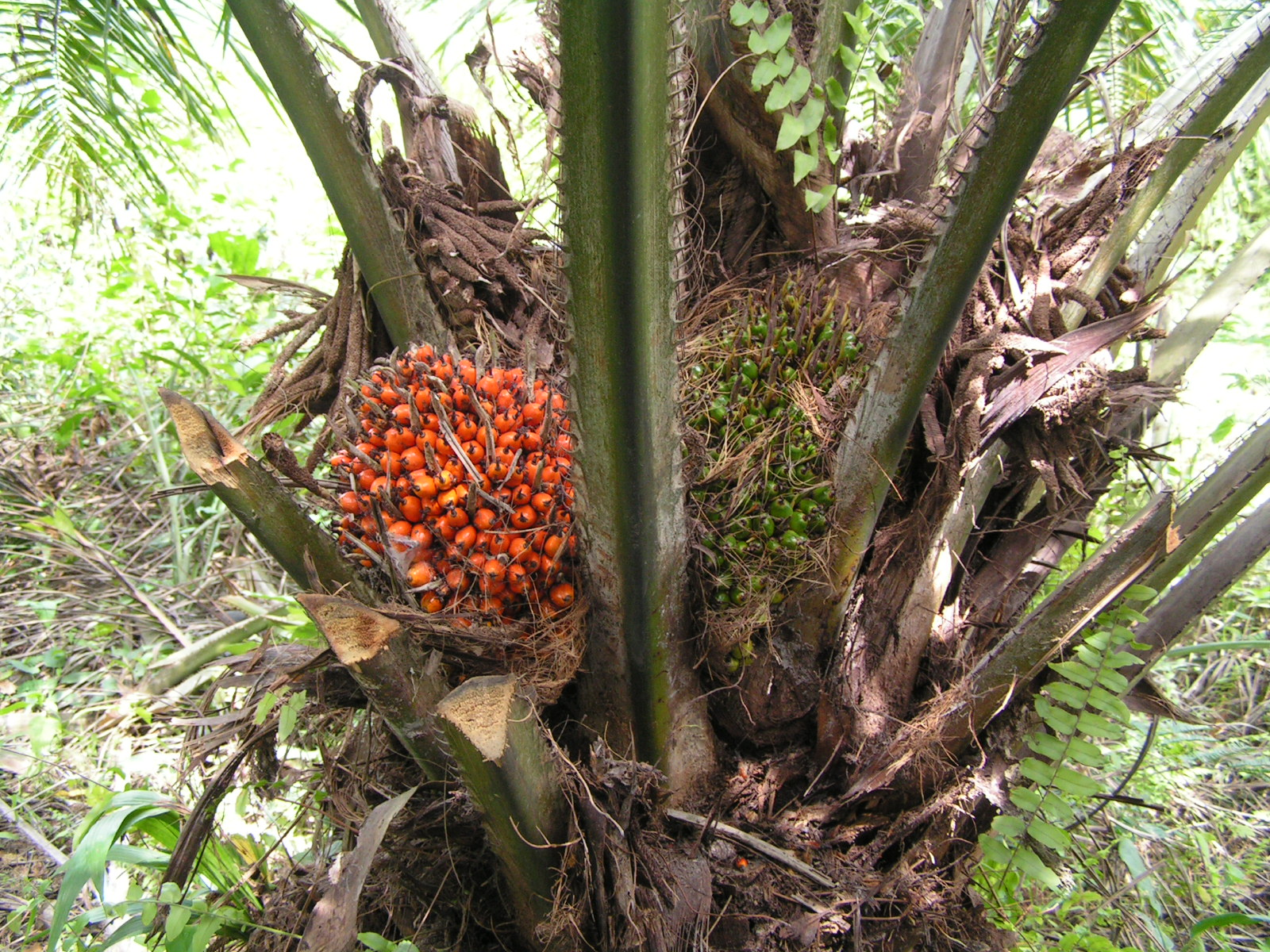
Plody palmy olejné
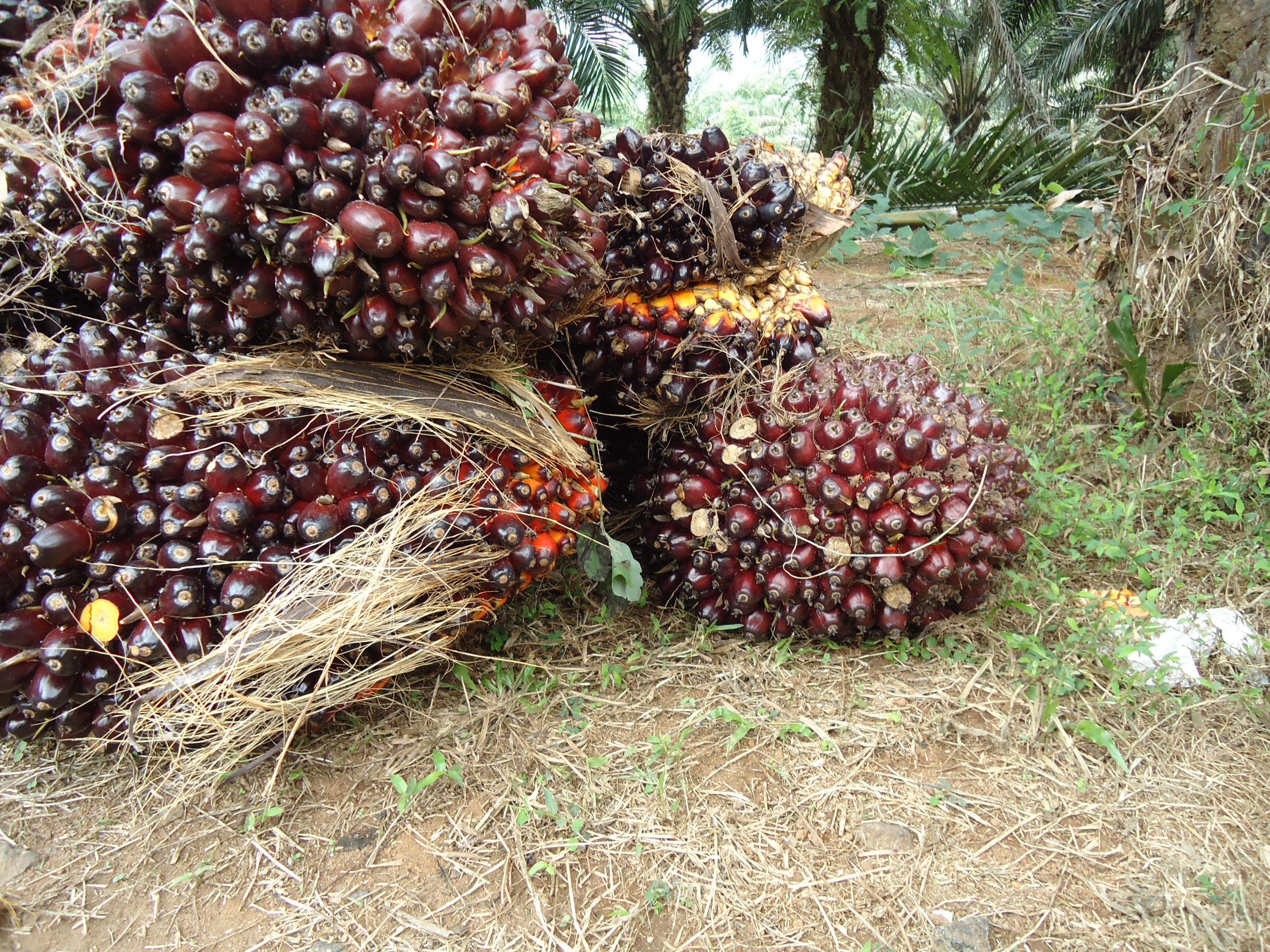
Plody palmy olejné na hromadě
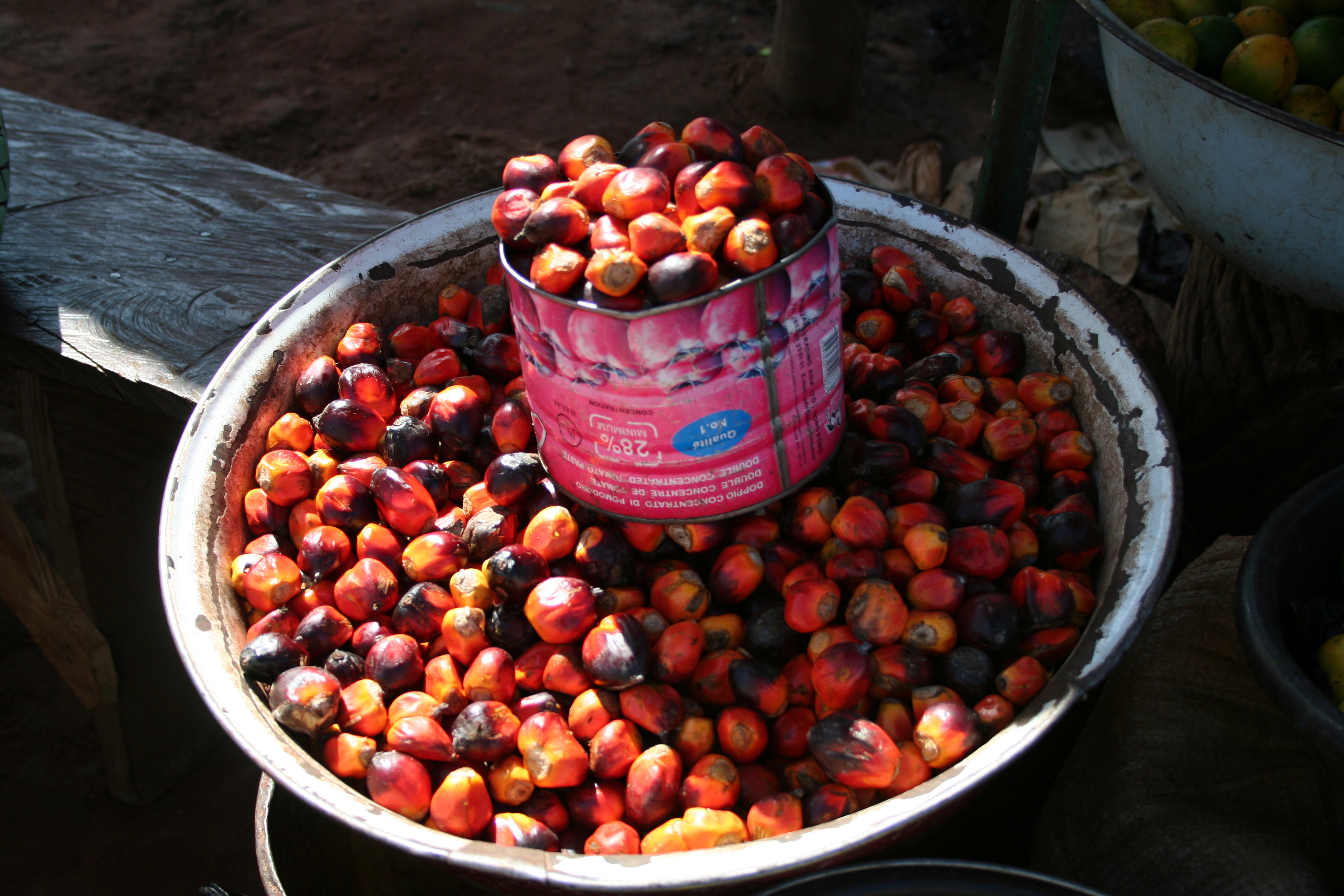
Plody palmy olejné na trhu, Burkina Faso